# Souvenir Jean-Graczyk
Le Souvenir Jean-Graczyk  est une course cycliste française qui se déroule au mois de mai à Vignoux-sur-Barangeon, dans le département du Cher. Cette épreuve rend hommage à l'ancien sprinteur français Jean Graczyk. Elle est organisée par l'UC Mehun
La première édition en 2005 est remportée par le petit-neveu de Jean Graczyk, Vincent Graczyk. 

## Palmarès
| Année | Vainqueur         | Deuxième           | Troisième         |
| ----- | ----------------- | ------------------ | ----------------- |
| 2005  | Vincent Graczyk   | Cédric Fontbonnat  | Florian Vachon    |
| 2006  | Nikolas Cotret    | Florian Vachon     | Fabien Pasquier   |
| 2007  | Sébastien Foucher | Tony Gallopin      | Tony Huet         |
| 2008  | Tony Gallopin     | Cédric Jeanroch    | Aurélien Thilloy  |
| 2009  | Étienne Pieret    | Kévin Francillette | Cyrille Patoux    |
| 2010  | Jérémy Ortiz      | Dmitry Samokhvalov | François Lamiraud |
| 2011  | Gwénaël Simon     | Malween Bodin      | David Chopin      |
| 2012  | Stéphane Duguenet | Julian Maingot     | Kévin Petiot      |
| 2013  | Marc Sarreau      | Florent Pereira    | Jayson Valade     |
| 2014  | Florent Pereira   | Kévin Ledanois     | Romain Faussurier |
| 2015, | Ronan Racault     | Mathieu Morichon   | Alexis Diligeart  |
| 2016, | Stéphane Duguenet | Louis Lapierre     | Robin Boucher     |